# Erdingen
Erdingen ist ein Ort von insgesamt 106 Ortschaften der Gemeinde Reichshof im Oberbergischen Kreis im nordrhein-westfälischen Regierungsbezirk Köln in Deutschland.

## Lage und Beschreibung
Erdingen liegt südöstlich der Wiehltalsperre, die nächstgelegenen Zentren sind Gummersbach (30 km nordwestlich), Köln (67 km westlich) und Siegen (42 km südöstlich).

## Geschichte

### Erstnennung
1382 wurde der Ort das erste Mal urkundlich erwähnt. „Henrich von Erdingen, Schöffe zu Siegen, siegelte eine Urkunde.“ 
Die Schreibweise der Erstnennung war Erdingen.
| Bevölkerungsentwicklung | Bevölkerungsentwicklung |
| Jahr                    | Einwohner               |
| ----------------------- | ----------------------- |
| 1991                    | 239                     |
| 2005                    | 247                     |
| 2006                    | 255                     |
| 2008                    | 276                     |
| 2017                    | 268                     |
| 2018                    | 271                     |
| 2019                    | 269                     |

## Freizeit

### Vereinswesen
- Dorfgemeinschaft Erdingen
- Gemeinnütziger Verein e. V. Erdingen